# Estación de Puerta del Sur
Puerta del Sur es una estación de las líneas 10 y 12 del Metro de Madrid situada bajo la confluencia de la Avenida de Leganés, la Avenida de la Libertad y la Avenida del Olímpico Fernández Ochoa en Alcorcón.

## Historia y características

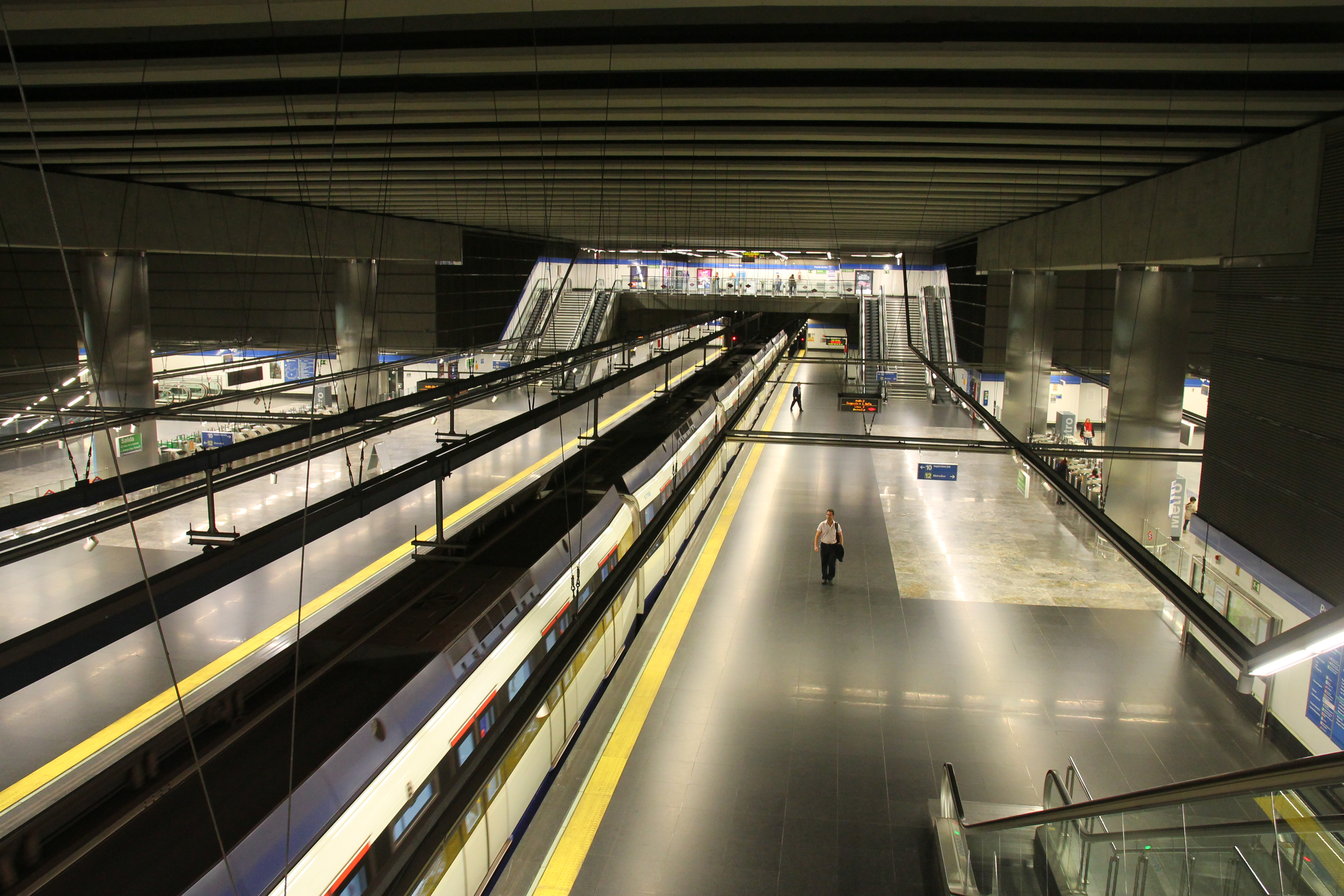
Andenes de la estación de Puerta del Sur en Alcorcón.

La estación abrió al público el 11 de abril de 2003 junto con el Metrosur y la prolongación de la línea 10 desde Colonia Jardín.
Se trata de una estación estructurada en dos niveles. En el nivel -1 se encuentran los andenes de la línea 10, y en el nivel -2, los andenes de la línea 12, perpendiculares entre sí. En ella se encuentra una de las sedes del Bibliometro del Metro de Madrid.
En verano de 2014, la estación cerró su correspondencia con la línea 10 por obras de mejora de las instalaciones hasta la estación de Colonia Jardín. El motivo de estas obras fue la sustitución de tacos, inyecciones, pantallas transversales y ensanche de canal de entrevías, con un presupuesto de 12,5 millones de euros. Las mejoras permitieron a los trenes circular a más de 70 kilómetros por hora frente a los 30 kilómetros por hora con los que circulaban antes de los trabajos.

## Accesos
Vestíbulo Alcalde Joaquín Vilumbrales
- Avenida de la Libertad, pares Av. de la Libertad (esquina a Av. de Leganés)
- Avenida de la Libertad, impares Av. de la Libertad (del N.º 1 al N.º 9)
- Ascensor Av. de la Libertad

Vestíbulo Olímpico Fernández Ochoa
- Olímpico Francisco Fernández Ochoa Av. Olímpico Fernández Ochoa (esquina a Av. de Leganés)

## Líneas y conexiones

### Metro
| << cabecera                                          | < estación          | línea | estación >     | cabecera >>    |
| ---------------------------------------------------- | ------------------- | ----- | -------------- | -------------- |
| Hospital Infanta Sofía Cambio de tren en Tres Olivos | Joaquín Vilumbrales |       | final de línea | final de línea |
| circular                                             | San Nicasio         |       | Parque Lisboa  | circular       |

### Autobuses
| Diurnos |                                     |                                           |               |
| Línea   | Destino                             | Parada                                    | Operador      |
| 1       | Fuente Cisneros                     | 20167 Av. Leganés-Puerta del Sur          | Arriva Madrid |
| 2       | Circular (> Prado de Santo Domingo) | 13178 Av. Libertad-Puerta del Sur (N.º 3) | Arriva Madrid |
| 2       | Circular (> Ondarreta)              | 13179 Av. Libertad-Puerta del Sur (N.º 3) | Arriva Madrid |

| Diurnos |                              |                                       |                           |
| Línea   | Destino                      | Parada                                | Operador                  |
| 450     | Getafe-Leganés               | 08511 Av. Leganés-Río Segre           | Avanza Movilidad Integral |
| 511     | Alcorcón (por Parque Lisboa) | 08511 Av. Leganés-Río Segre           | Arriva Madrid             |
| 450     | Alcorcón                     | 08512 Av. Leganés-Parque de Monfragüe | Avanza Movilidad Integral |
| 511     | Madrid (Príncipe Pío)        | 08512 Av. Leganés-Parque de Monfragüe | Arriva Madrid             |